# Famuta
A  Famuta é Fanfarra Municipal de Taubaté. Foi campeã do Campeonato Mundial de Bandas de Marcha e Show em 2015.

## História
Em 1968 foi realizado seu 1º desfile como Banda Marcial, comandada pelo Prof. Humberto Puccinelli. No período de 1969 a 1974 a Banda Marcial parou suas atividades, retomando em 1975 juntamente com o Professor Humberto Puccinelli como Fanfarra da Escola Municipal Professor José Ezequiel de Souza. Em 1977 a Fanfarra começou a disputar torneios. Nessa época existiam vários em diversas cidades da região do Estado de São Paulo, praticamente todos os finais de semana. Entre os anos de 1979 e 1980 a Banda Marcial passa a ser chamada pelos próprios componentes de FAMUTA (Fanfarra Municipal de Taubaté). Esse nome ficou conhecido somente em 1995 por meio de um projeto realizado pelo Rogério Vanderlei. A Famuta foi criada pelo professor Humberto Puccinelli, devido a paixão pela música. Pois desde a década de 1980 existiam muitas fanfarras pelo Vale do Paraíba. No inicio era voltada a uma apresentação do dia 07 de setembro, onde os filhos se apresentariam aos pais e amigos. Com o passar do tempo o sonho foi crescendo e junto a vontade de ensinar musica, dando possibilidade de a criança evoluir, saindo das ruas, tendo em vista uma profissão. Em 2013 a FAMUTA passa a ser Banda Marcial. Essa diferença no nome se dá à quantidade de instrumentos que poderão ser utilizados em suas apresentações, mas continua a utilizar o nome FAMUTA. Hoje em dia  participa de vários torneios até mesmo fora do país concorrendo a mundiais.